# Es liegt in der Luft
Es liegt in der Luft (Ein Spiel im Warenhaus) ist eine Musikrevue in 24 Bildern, die mit Texten von Marcellus Schiffer zur Musik von Mischa Spoliansky am 15. Mai 1928 in der Komödie am Kurfürstendamm in Berlin unter der Regie von Robert Forster-Larrinaga uraufgeführt wurde. Ort des Geschehens ist ein Warenhaus als Labyrinth des Lebens, in dem es von der Spielwarenabteilung über das Fundbüro bis zur Umtauschkasse fast alles zu geben scheint.

## Hintergrund und Handlung
Mischa Spoliansky begann, bevor er Musiker wurde, eine Lehre im Berliner Bekleidungsgeschäft von Herrmann Gerson. Die Lehre brach er aber ab, um eine musikalische Laufbahn als Pianist einzuschlagen. 1917/1918 studierte er am Stern’schen Konservatorium und lebte von seiner Tätigkeit als Klavierspieler zunächst im Café Schön und dann im Café Kranzler. Als gefragter Theatermusiker und Komponist kam er in Kontakt mit Max Reinhardt, der ihn 1926 für seine Inszenierung des Stücks Victoria von William Somerset Maugham engagierte. Hier, in der Komödie am Kurfürstendamm, traf er auch erstmals auf Marcellus Schiffer. Ihre Zusammenarbeit führte schließlich zu dem Erfolgsstück Es liegt in der Luft. Mit diesem Werk wurden sie schlagartig bekannt und bekamen beste Kritiken.
Nach Ansicht der Musikwissenschaftlerin Carolin Stahrenberg ist das Kaufhaus in diesem Stück als eine Metapher für die Welt aufzufassen. So werden zwei Kinder in verschiedenen Abteilungen des Kaufhauses vergessen, wachsen in diesem Haus auch auf, finden und lieben sich und vergessen ihre eigenen Kinder schließlich ebenfalls in diesem Mikrokosmos, sozusagen eine unendliche Geschichte. Inszeniert wurde das Stück von Robert Forster-Larrinaga, das Bühnenbild stammte von Walter Trier und Emil Pirchan. Erfahrene und bekannte Schauspieler und Tänzer, die schon mit Schiffer und Spoliansky zusammengearbeitet hatten, wurden engagiert, um die rhythmische, an den Swing erinnernde Musik und die gesellschaftssatirischen Texte zuverlässig zum Erfolg zu führen.
Mit der Darstellung erotischer Freiheiten in Dreiecksbeziehungen, wie der des lesbischen Paares in dem Song Wenn die beste Freundin mit der besten Freundin – einer Paraderolle von Marlene Dietrich und Margo Lion – wird auf das 1926 von Max Reinhardt inszenierte Theaterstück Die Gefangene des französischen Dramatikers Édouard Bourdet angespielt. Marcellus Schiffer brachte in seinen Stücken immer wieder bestimmte exzentrische Frauentypen auf die Bühne, für die er maßgeschneiderte Songs verfasste. Es ist die modisch bewusste, auch androgyne moderne Frau der zwanziger Jahre, die nicht arbeiten muss, sehr schlank oder sogar spindeldürr ist, eben wie Margo Lion, und nichts lieber tut, als im Kaufhaus zu flanieren und konsumieren. Hans Heinz Stuckenschmidt schreibt dazu: „Man hat sich daran gewöhnt, Körper und Seele nackt zu betrachten. In einer sozial aus den Fugen geratenen Welt ist für moralische Nachdenklichkeit kein Raum. In Es liegt in der Luft stand plötzlich Margo Lion auf der Bühne, giraffenhaft geschmeidig, in Bewegung und Stimme das Gegenbild weiblichen Charmes. Sie sang eine Szene von brutaler Eindringlichkeit.“ Stuckenschmidt war in der Aufführung stark beeindruckt von „einem Augenblick, so eindeutig, so ordinär, so bewußt geschlechtlich.“
So freizügig die Texte auch waren, das Politische kam nach Ansicht des Kritikers, der mit dem Kürzel F. E. im linksliberal ausgerichteten Berliner Tageblatt signierte, zu kurz. Nachdem es keine Zensur mehr gab, fand er das Stück, das eine Woche vor der Reichstagswahl begann, „schal und platt“. Zwei Nummern der Revue hatten bis dahin einen ansatzweise politischen Inhalt. Das Bild Politische Abteilung mit Otto Wallburg und das Lied des Portiers im Bild Die Drehtür mit Willy Prager. Offenbar wurde in der Premiere das Stück in einer anderen Version gebracht, als in den Aufführungen danach. Wahrscheinlich als Reaktion auf diese Kritik im Berliner Tageblatt veränderte Schiffer in der Nummer Das scharfe Lied wohl nachträglich den Text und fügte eine satirische Anspielung auf diese Zeitung ein: „Ein jedes Blatt/ in der Zeitungsstadt/ schreibt in der Zeitkritik/ es schreit danach/ die Zeit danach/ her ein politisch Lied!“ und fährt fort: „Kann es was schärfres geben?/ Da biste platt/ das Tageblatt/ dem hab ichs auch gegeben.“ Die politischen Zeiterscheinungen mit ihren extremen Ideologien werden bei Schiffer in die verschiedenen Abteilungen des Kaufhauses als konsumierbare und umtauschbare Ware integriert: „Rechtsabteilung, Linksabteilung,/ Demokratengröße 42/ Schlagsahne, saure Heringe, Käse,/ Kaiserreiche, Minister, Republiken,/ Bürger, Regierungen!/ Und kaufst du nicht morgen, dann kaufst du heute!“
Schiffer und Spoliansky trafen mit ihrem Stück den damaligen Zeitgeist. Mit ihren Anspielungen auf den new way of life wurden die Autoren und Darsteller weltweit bekannt. Zudem wird es beispielsweise von Viktor Rotthaler in seinem Buch Marcellus Schiffer: Heute nacht oder nie. Tagebücher, Erzählungen, Gedichte, Zeichnungen als erster Versuch eines „deutschsprachigen Musicals“ bezeichnet.

„Mit Spoliansky entwickelte Schiffer neue, zeitgeistige Genres und Formen des Musiktheaters, die sich gekonnt zwischen Cabaret und Revue, Literatur und Schlager, Hoch- und Popularkultur bewegten. Für Rotthaler markiert Spolianskys und Schiffers Kaufhausrevue ‚Es liegt in der Luft‘ – und nicht etwa ‚Die Dreigroschenoper‘ – den ‚ersten deutschen Musical-Versuch‘.“

Der Text des Titelliedes ist an die Ausstellung Neue Sachlichkeit angelehnt, die am 14. Juni 1925 in der Kunsthalle Mannheim eröffnet wurde.
…

Schallplattenlabel Es liegt in der Luft

Es liegt in der Luft eine Sachlichkeit,

es liegt in der Luft eine Stachlichkeit,

es liegt in der Luft, es liegt in der Luft, in der Luft!

Es liegt in der Luft was Idiotisches,

es liegt in der Luft was Hypnotisches,

es liegt in der Luft, es liegt in der Luft, in der Luft,

und es geht nicht mehr raus aus der Luft!

…

Fort mit Schnörkel, Stuck und Schaden!

Glatt baut man die Hausfassaden.

Nächstens baut man Häuser bloß

Ganz und gar fassadenlos.

Krempel sind wir überdrüssig!

Fort die Möbel aus der Wohnung!

Fort mit was nicht hingehört!

Ich behaupte ohne Schonung:

Jeder Mensch, der da ist, stört!

…

– Auszug aus dem Titellied Es liegt in der Luft
Das Stück spielt im Berlin der 1920er Jahre und die Szenen spielen sich in einem großen modernen Warenhaus ab. Es bietet Waren, die vom einfachen Haushaltsbedarf bis zum exotischen Luxus reichen. Selbst wenn ein Baby im Warenhaus vergessen wird, kann es hier überleben, ohne das Haus zu verlassen. Fast alles kann umgetauscht werden.
Mit dem Stück Es liegt in der Luft wird die Gesellschaft der damalige Zeit satirisch und mit leichtem Spott in 24 kurzen revueartigen Szenen als kleine Geschichten rund um das Einkaufserlebnis Warenhaus dargestellt.

## Bühnenbild
Personen
- Die Zwillinge Peter und Petersilie wurden an einem Restetag während eines hektischen Einkaufs von den Eltern versehentlich dort zurückgelassen und zählen nun zum „Inventar“ des Warenhauses.
- Zwei Freundinnen treffen sich zu einem Einkaufsbummel, um sich neu einzukleiden und stellen dabei fest, dass sie in denselben Mann verliebt sind. Die damals noch unbekannte Sängerin Marlene Dietrich sang das Duett Wenn die beste Freundin mit der besten Freundin mit Margo Lion.
- Ein kleptomanisch veranlagtes Gaunerpärchen versucht immer wieder, die geklauten Waren am Kaufhausdetektiv vorbeizubringen.
- Ein Portier, ein Fahrstuhlführer, der Direktor des Warenhauses, Geheimpolizist oder Detektiv sowie Kaufhauskunden und Verkäufer.

Das Titellied Es liegt in der Luft wurde von Margo Lion und Oskar Karlweis gesungen. Neben Marlene Dietrich, Margo Lion und Oskar Karlweis gehörten Otto Wallburg, Willy Prager, Ida Wüst, Käte Lenz, Hubert von Meyerinck und Louis Douglas zum Ensemble.
Kostüme und Bühnenbild

Die Kostüme für die Uraufführung stammten von Dodo Wolf, die Dekoration für das Bühnenbild von Walter Trier und Emil Pirchan.
Orchesterbesetzung
- Klarinette
- Sopransaxophon
- Tenorsaxophon
- Trompete
- Posaune
- Schlagzeug
- Gitarre
- Klavier oder Keyboard

## Bilderfolge in 2 Teilen
- Fahrstuhl – Hubert von Meyerinck
- Reste – Marlene Dietrich, Otto Wallburg, Ida Wüst und 8 Girls
- Fundbüro – Leni Sponholz, Charlotte Ziegler
- Abgegebene Hunde – Margo Lion
- Spielwaren – Hubert von Meyerinck, Charlotte Ziegler, Oskar Karlweis und Käte Lenz
- Scherzartikel – Otto Wallburg, Leni Sponholz, Willy Prager, Ida Wüst, Hubert von Meyerinck, Oskar Karlweis, Käte Lenz, Marlene Dietrich und 8 Girls
- Parfumerielager – Margo Lion
- Kleptomanen – Hubert von Meyerinck und Marlene Dietrich
- Politische Abteilung – Otto Wallburg
- Konfirmationslager – Oskar Karlweis und Käte Lenz
- Weisse Woche – Margo Lion, Leni Sponholz, Hubert von Meyerinck, Oskar Karlweis, Käte Lenz, Charlotte Ziegler und 8 Girls
- Die Drehtür – Willy Prager
- Es liegt in der Luft – Margo Lion und Oskar Karlweis mit dem ganzen Ensemble
- Pause The Four Admirals – (dort mit der falschen Schreibweise The For[12] Admirals)
- Nippes – Otto Wallburg, Marlene Dietrich, Hubert von Meyerinck, Margo Lion und Käte Lenz
- Irgendwie – Willy Prager
- Musikalien – Otto Wallburg, Ida Wüst, Oskar Karlweis, Käte Lenz und Marlene Dietrich
- Theaterkasse – Willy Prager und Charlotte Ziegler
- Hochzeitsnacht – Otto Wallburg, Ida Wüst und Käte Lenz
- Sisters – Margo Lion, Marlene Dietrich und Oskar Karlweis
- Passphoto –  Margo Lion und Hubert von Meyerinck
- Auskunft – Otto Wallburg und Willy Prager
- Sportabteilung – Margo Lion, Marlene Dietrich, Käte Lenz, Otto Wallburg, Hubert von Meyerinck und Oskar Karlweis
- Warenhausboy – Louis Douglas
- Umtauschkasse – ganzes Ensemble

## Musiknummern und Songs
In der Urfassung der Revue wurden diese Musiknummern gebracht (mit Interpreten):
- Vorspiel (4/4-Takt; Grundtonart C-Dur; als Tempo gibt Spoliansky ein „flottes Marschtempo“ vor)
- Fahrstuhl (chromatisch aufsteigende Einleitung; 4/4-Takt; Grundtonart C-Dur; Tempoangabe „Aufwärts!“ und später etwas schneller „Abwärts!“) – Hubert von Meyerinck
- Zurückgesetzt (= „herabgesetzt“, gemeint ist ein Preisnachlass auf minderwertige Ware; Grundtonart B-Dur; 4/4-Takt; mit Saxophonsolo; Tempo „etwas langsam“) – Marlene Dietrich, Otto Wallburg, Ida Wüst
- Ich schenk sie dir (As-Dur; 4/4-Takt; Klarinettensolo) – Leni Sponholz, Charlotte Ziegler
- Der Pudel (Fundbüro; Gesang des traurigen verlorenen Pudels; Grundtonart d-moll, 4/4-Takt) – Margo Lion
- Peter/Petersilie (Duett; 4/4-Takt; C-Dur; Trompetensolo)
- Juchhu, dann ist Karneval (Scherzartikel; mit synkopischen Jazzelementen und kurzer Piano-Improvisation)
- L’heure bleue („Parfumelager“; Tango; Grundtonart g-moll; alternativ Variation für Orchester in C-Dur) – Margo Lion
- Kleptomanen (Tempo „schnell“; 4/4-Takt) – Hubert von Meyerinck, Marlene Dietrich
- Ein scharfes Lied („Marschtempo“; 2/4-Takt) – Otto Wallburg (Geheimpolizist, gemeint ist der Ladendetektiv, der eine Armbinde mit der Aufschrift „Geheimpolizei“ trägt)
- Feiertage müssen ungemütlich sein (Duett; „etwas schnell“; 4/4-Takt; Grundtonart F-Dur) Oskar Karlweis, Käte Lenz
- Die Braut (Grundtonart C-Dur; 4/4-Takt; „Marschtempo“; alternatives Arrangement: Tempo „quasi Gavotte“, hier eher als Polka zu verstehen) – Margo Lion
- Ich weiß, das ist nicht so (Der Portier; der Song ist voller politischer Anspielungen, so wird das politische Theater von Erwin Piscator erwähnt und kommentiert, als auch Gustav Stresemann, Karl Marx und Aristide Briand; Tempo „nicht schnell Slowfox“; c-moll; Variation mit Klavier und Trompete) – Willy Prager
- Es Liegt in der Luft (die Titel gebende Nummer der Revue, mit vielen Anspielungen auf den damaligen Zeitgeist; dramatische Einleitung in c-moll; hohes Sprechtempo, wie in einem Patter song) – Margo Lion und Oskar Karlweis
- Nippes (3/4-Takt; Grundtonart C-Dur; Spoliansky sieht ein Glockenspiel vor und die Szene soll mit einem Gongschlag beendet werden)
- Irgendwie – Ich bin ein zufriedener Mann (nicht schnell; 4/4-Takt; c-moll in den Strophen, C-Dur im Refrain) – Willy Prager
- Musikalische Abteilung auch Musikalien (hier wird ein elektrisches Klavier nachgeahmt und eine Singende Säge tritt auf; zahlreiche Anspielungen auf zeitgenössische Schlager wie beispielsweise Was macht der Maier am Himalaya? nehmen diese persiflierend aufs Korn) – Marlene Dietrich, Otto Wallburg, Ida Wüst, Oskar Karlweis, Käte Lenz
- Der flüsternde Bariton (auch Anspielung auf den Erfolgssong Whispering; 4/4-Takt; Es-Dur; alternative Version als „langsamer Blues“ in B-Dur) – Oskar Karlweis
- Ouverture zu Fradelin auch Hochzeitsnacht (mit einer Bettszene im Schlafzimmer, die von einem aus der Rolle tretenden Dienstmädchen für das Publikum teilweise kommentiert wird) – Otto Wallburg, Ida Wüst und Käte Lenz
- Meine beste Freundin – Wenn die beste Freundin (ein lesbisches Paar macht einen Einkaufsbummel; Foxtrott mit Sprechtexten auch „improvisiert, je nach Gesangslage“; d-moll) – Marlene Dietrich, Margo Lion, Oskar Karlweis
- Die Linie der Mode (die Schaufensterpuppe als unvollständige Frau; „etwas langsam“; C-Dur; 4/4-Takt; Variation in schnellem Tempo)
- Bitte recht freundlich (Photograph, man soll immer lächeln, die Zähne zeigen; Tempo „swinging“; 12/8-Takt; F-Dur)
- So genau woll'n wir’s ja gar nicht wissen (Auskunft; F-Dur; 4/4-Takt)
- Ping-Pong (Sportabteilung, Duett; Foxtrott, Es-Dur)
- Bühnennummer – Rauf und runter (Es-Dur, 4/4-Takt; die Posaune tritt solistisch hervor)
- Finale (Umtauschkasse; 4/4-Takt; C-Dur; Trompete und Klarinette spielen teilweise solistisch; der Text nimmt noch einmal alle Geschichten aus dem einzelnen Bildern auf und beendet sie. Am Schluss steht eine Wiederholung des Photographen mit dem Liedtext: „Immer lächeln“) – mit allen Akteuren

Einige Musiknummern wurden von Otto Lindemann für Klavier und Gesang arrangiert und separat später als Schlager vermarktet. Paul Godwin und seine „Jazz-Symphoniker“ nahmen den Titelsong Es liegt in der Luft bereits kurz nach der Uraufführung für eine Schallplatte in einer instrumentalen Version als tanzbaren Foxtrott auf. Zu den Nummern 9 und 12 („politische Abteilung“ und „Auskunft“) ist die Originalmusik von Mischa Spoliansky nicht mehr erhalten, allerdings gibt es einen Klavierauszug.

## Querverweise im Stück
Die Revue enthält einige Anspielungen auf andere Werke:
- Mit dem Lied Meine beste Freundin beispielsweise auf das Theaterstück Die Gefangene nach der Erzählung La prisonnière von Edouard Bourdet, das von einer Beziehung zweier Frauen handelt und im Jahr 1926 ebenfalls in der Komödie am Kurfürstendamm lief.
- Der flüsternde Bariton in Anlehnung an den Baritonsänger Jacob J. Schmidt, bekannt als Whispering Jack Smith[16] (1896–1950)
- Die Ouverture zu Fradelin hat einen Bezug zu Marcel Fradelin, einem Schauspiel in 4 Akten von Henri Duvernois und André Birabeau, das in der Wintersaison 1928 in der Komödie am Kurfürstendamm erfolgreich aufgeführt wurde.[17]

## Rezeption und Ausgaben (Auswahl)
Das Stück, in dem Marlene Dietrich mitspielte, ist Thema in mehreren Romanen, die ihr Leben beschreiben.
- Katja Kulin: Marlene Dietrich von Kopf bis Fuß auf Leben eingestellt. Romanbiografie. 1. Auflage. Verlag Herder, Freiburg 2016, ISBN 978-3-451-80938-5 (books.google.de).
- C. W Gortner, Christine Strüh: Marlene und die Suche nach Liebe Roman. Aufbau Taschenbuch Verlag, Berlin 2019, ISBN 978-3-7466-3506-4 (books.google.de – Leseprobe).

Noten und Texte zu einigen Liedern wurden nach der Premiere im Juni 1928 in zwei unterschiedlichen Editionen im Drei Masken Verlag herausgegeben.
- Noten zu Es liegt in der Luft und L’heure bleue arrangiert für Salonorchester von Franz Grothe
- Noten und Texte zu den Chansons Es liegt in der Luft, L’heure bleue, Ping Pong, Wenn die beste Freundin… und Ich weiß, das ist nicht so für Gesang und Klavier.[19]

Weitere Veröffentlichungen gab es in einigen Tageszeitungen, so erschienen unter anderem die Noten zu dem Lied Der Pudel im Berliner Tageblatt.
In seinem Buch Es liegt in der Luft – Kabarett im Dritten Reich schreibt Reinhard Hippen über das Stück, es sei ein „duftig-luftiges Schaumgebäck“ und stellt die Frage, ob Schiffer und Spoliansky eine Woche vor der Reichstagswahl am 20. Mai 1928, bei der die bürgerlichen Parteien Verluste hinnehmen mussten, wussten, was „wirklich in der Luft lag“?
Tonträger

Label der Schellackplatte Potpourri aus der Revue „Es liegt in der Luft“

- Potpourri aus der Revue „Es liegt in der Luft“ Electrola G.m.b.H., Nowawes/Berlin (Langspielplatte, zwei Teile) OCLC 725725136
- Rare historical recordings, 1920–1966: Berlin-London OCLC 829901750 (2 CDs, enthält die Lieder: Es liegt in der Luft, L’heure bleu, Ich weiss, das ist nicht so.)

## Aufführungen (Auswahl)
Das Stück wurde in vielen Theatern und Inszenierungen aufgeführt.
- 15. Mai 1928 Uraufführung in der Komödie am Kurfürstendamm in Berlin
- 7. September 1977 im Renaissance-Theater Berlin anlässlich der 27. Berliner Festwochen[21]
- 27. August 1994 im Staatsschauspiel Dresden
- 29. Januar 1995 Vogtlandtheater, Plauen
- 12. Juli 2014 Wilhelma-Theater Stuttgart.[22]
- 23. Oktober 2015 Premiere im Kinderopernhaus Lichtenberg/Junge Staatsoper in Berlin[23]
- 12. April 2018 Premiere, Theater Erfurt im Erfurter Kaufhaus Breuninger[24]
- 15. Februar 2019 Premiere, Musiktheatergruppe „jetztodernie“ in der Brunsviga in Braunschweig[25]